# Patinage de vitesse aux Jeux olympiques de 1964
Pour des articles plus généraux, voir Patinage de vitesse aux Jeux olympiques et Jeux olympiques d'hiver de 1964.
Navigation
Squaw Valley 1960 Grenoble 1968
Les épreuves de patinage de vitesse aux Jeux olympiques d'hiver de 1964 ont lieu du 30 janvier au 7 février 1964 à Innsbruck, en Autriche.

## Podiums

### Hommes
| Épreuves      | Or                      | Argent                                                          | Bronze                 |
| ------------- | ----------------------- | --------------------------------------------------------------- | ---------------------- |
| 500 mètres    | Richard McDermott (USA) | Alv Gjestvang (NOR) Evgueni Grichine (URS) Vladimir Orlov (URS) |                        |
| 1 500 mètres  | Ants Antson (URS)       | Kees Verkerk (NED)                                              | Villy Haugen (NOR)     |
| 5 000 mètres  | Knut Johannesen (NOR)   | Per Ivar Moe (NOR)                                              | Fred Anton Maier (NOR) |
| 10 000 mètres | Johnny Nilsson (SWE)    | Fred Anton Maier (NOR)                                          | Knut Johannesen (NOR)  |

### Femmes
| Épreuves     | Or                     | Argent                                    | Bronze                   |
| ------------ | ---------------------- | ----------------------------------------- | ------------------------ |
| 500 mètres   | Lidia Skoblikova (URS) | Irina Yegorova (URS)                      | Tatyana Sidorova (URS)   |
| 1 000 mètres | Lidia Skoblikova (URS) | Irina Yegorova (URS)                      | Kaija Mustonen (FIN)     |
| 1 500 mètres | Lidia Skoblikova (URS) | Kaija Mustonen (FIN)                      | Berta Kolokoltseva (URS) |
| 3 000 mètres | Lidia Skoblikova (URS) | Pil Hwa Han (PRK) Valentina Stenina (URS) |                          |

## Tableau des médailles
| Rang  | Nation           | Or | Argent | Bronze | Total |
| ----- | ---------------- | -- | ------ | ------ | ----- |
| 1     | Union soviétique | 5  | 5      | 2      | 12    |
| 2     | Norvège          | 1  | 3      | 3      | 7     |
| 3     | États-Unis       | 1  | 0      | 0      | 1     |
| 3     | Suède            | 1  | 0      | 0      | 1     |
| 5     | Finlande         | 0  | 1      | 1      | 2     |
| 6     | Corée du Nord    | 0  | 1      | 0      | 1     |
| 6     | Pays-Bas         | 0  | 1      | 0      | 1     |
| Total | Total            | 8  | 11     | 6      | 25    |